# Trichopelma grande
Trichopelma grande é uma espécie de aranha descoberta em Cuba. Com 2,54 centimetros, é a maior espécie conhecida do género Trichopelma, um gênero de tarântulas das Caraíbas e da América do Sul.